# Hobscheid
Hobscheid (luxembourgeois : Habscht) est une section et un village de la commune luxembourgeoise de Habscht située dans le canton de Capellen. La localité a donné son nom en luxembourgeois à sa commune, sans en être le chef-lieu.

## Histoire
Le 1er janvier 2018, la commune fusionne avec Septfontaines pour former la nouvelle commune de Habscht.

## Géographie
La localité est traversée par la rivière Eisch, un affluent de l’Alzette.

## Sport
Le Club sportif Hobscheid était un club de football créé en 1932 et disparu en 2007.

## Galerie

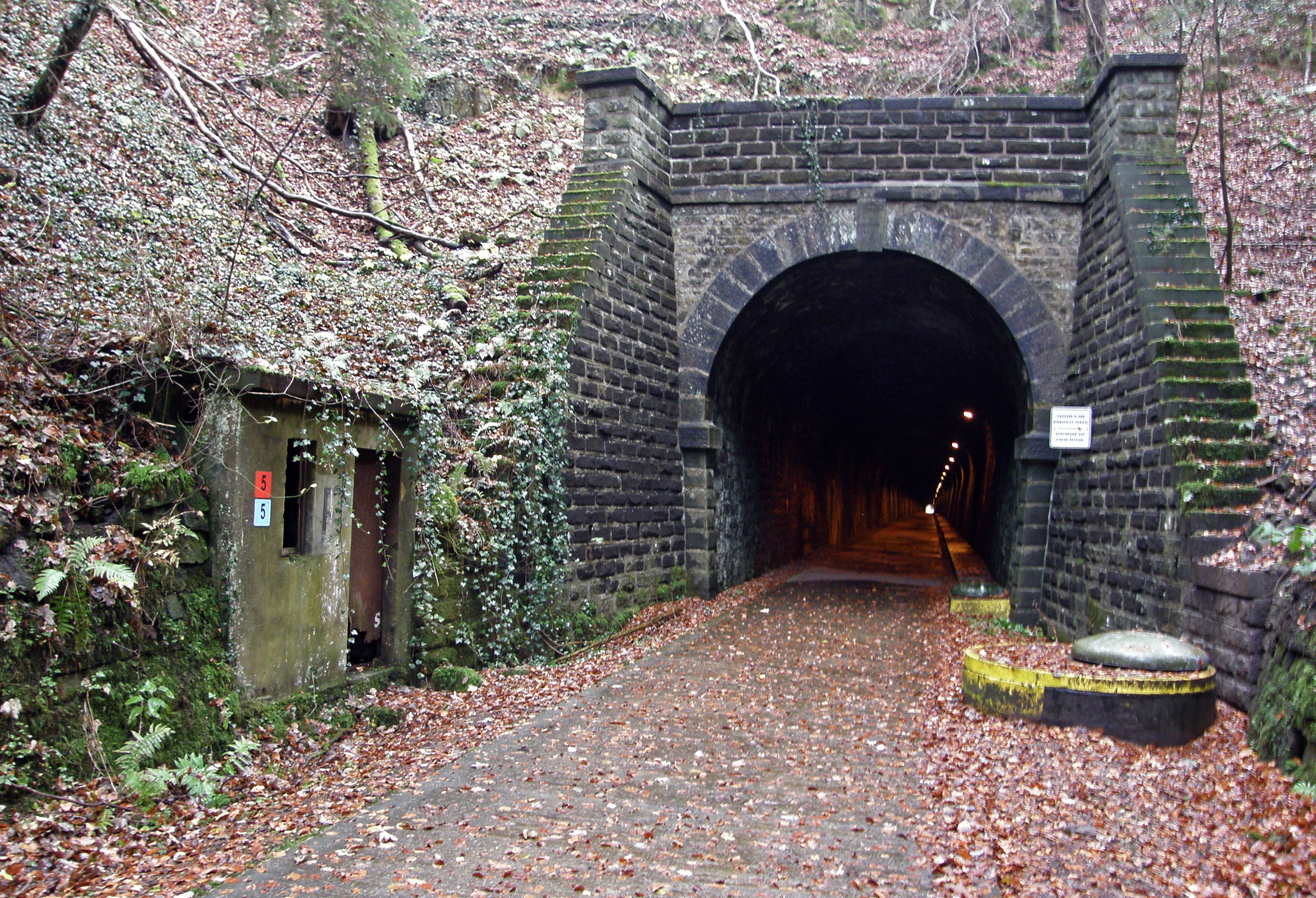
Le tunnel